# Los chicos bailarines de Afganistán
Los chicos bailarines de Afganistán es un documental de 2010 producido por Clover Films y dirigido por el periodista afgano Najibullah Quraishi sobre la práctica del bacha bazi en Afganistán. El documental de 52 minutos se estrenó en el Reino Unido en la Royal Society of Arts el 29 de marzo de 2010, y se emitió en PBS Frontline en los Estados Unidos el 20 de abril.
Bacha bazi, también conocido como bacchá (del persa bacheh بچه‌, literalmente "jugar con niños" en persa, pastún e indostánico), es una forma de esclavitud sexual y prostitución infantil en la que los niños varones preadolescentes y adolescentes son vendidos a los ricos o hombres poderosos para entretenimiento y actividades sexuales. Este negocio prospera en Afganistán, donde muchos hombres siguen bailando con chicos como símbolo de estatus. La práctica es ilegal bajo la ley afgana.